# Zentrum polis - Politik Lernen in der Schule
Zentrum polis – Politik Lernen in der Schule (Zentrum polis) ist eine 2006 gegründete Fachorganisation für schulische politische Bildung in Österreich.

## Aufgabe
Die Kernaufgabe von Zentrum polis ist die Förderung der Politischen Bildung an Schulen in Österreich.
Dazu gehören:
• Entwicklung von Materialien für den Unterricht, Entwicklung und Durchführung von Trainingsangeboten für Lehrkräfte, Veranstaltungen zur Politischen Bildung, Projektberatung
• Durchführung von Projekten der Politischen Bildung im Rahmen nationaler und europäischer Kooperationsprojekte

## Geschichte
Zentrum polis – Politik Lernen in der Schule entstand im Jahr 2006 durch die Zusammenlegung von zwei durch das österreichische Bildungsministerium initiierte und finanzierte Institutionen: Die Servicestelle Politische Bildung war von 2001 bis 2006, die Servicestelle Menschenrechtsbildung von 1995 bis 2006 aktiv (siehe dazu auch Hladschik & Wirtitsch 2019). Mit Februar 2006 nahm das Zentrum seine Arbeit auf.

## Struktur
Der Trägerverein von Zentrum polis – Politik Lernen in der Schule ist das Wiener Forum für Demokratie und Menschenrechte, Auftraggeber ist das österreichische Bildungsministerium. Sitz des Zentrums ist Wien, die Angebote richten sich an Schulen in ganz Österreich.
Das Personal von Zentrum polis besteht aus fünf Angestellten und einem Team von assoziierten Experten, die (Gründungs-)Geschäftsführerin ist Patricia Hladschik.

## Tätigkeitsbereiche

### Information und Vernetzung
Zentrum polis verfügt mit www.politik-lernen.at über die umfangreichste Plattform zur Politischen Bildung in Österreich. Die Website bietet allgemeine Informationen zur Politischen Bildung in Österreich, beantwortet Fragen zur Aus- und Fortbildung und enthält als Kernstück das umfangreiche Materialien- und Unterstützungsangebot für Lehrkräfte.
Zentrum polis ist in der Landschaft der Politischen Bildung in Österreich und Europa gut vernetzt. So ist das Zentrum Mitglied des Österreichischen No Hate Speech Komitees und des Netzwerk Kinderrechte Österreich - National Coalition (NC), Geschäftsführerin Hladschik vertritt das Zentrum im Vorstand der Interessengemeinschaft Politische Bildung und ist österreichische Vertreterin im Education Policy Advisors Network des Europarats.
2012 initiierte Zentrum polis gemeinsam mit dem Schriftsteller Martin Auer den Ersten Wiener Protestwanderweg. Das Projekt erhielt 2013 den Demokratie-Award der Crowdfunding-Plattform respekt.net. 2016 erhielt Zentrum polis – Politik Lernen in der Schule gemeinsam mit dem Ludwig Boltzmann Institut für Menschenrechte den Demokratiepreis der Margaretha Lupac-Stiftung des Österreichischen Parlaments.

### Materialienerstellung und Publikationen
Zentrum polis erstellt Materialien für den Unterricht für alle Altersstufen und Schultypen. Als Distributionskanäle fungieren eine Zeitschrift, die Edition polis sowie eine Online-Datenbank für Unterrichtsbeispiele. Die Zeitschrift polis aktuell für Lehrkräfte erscheint seit der Gründung des Zentrums im Jahr 2006 regelmäßig. Bis Anfang 2021 sind 125 Nummern zu einem weiten Themenspektrum von Arbeit über Demokratieverständnis, Public Health oder Inklusion bis zu Zwangsheirat erschienen.
In der Edition polis werden in loser Folge praxisorientierte Handbücher publiziert, teilweise vom Kernteam, teilweise von externen Experten.
Die Praxisbörse-Online-Datenbank enthält über 300 Unterrichtsbeispiele, Stundenbilder und Projektideen. Die Einträge können nach Thema und Schulstufe sortiert werden. Darüber hinaus steht eine Stichwortsuche zur Verfügung.

### Bildungsangebote
Um die pädagogische Arbeit in der Klasse zu unterstützen, bietet Zentrum polis Fort- und Weiterbildung für Lehrkräfte und fallweise auch Workshops in Schulklassen an. Die Tätigkeiten umfassen dabei die Konzeption, Entwicklung und Durchführung unterschiedlichster Lernangebote wie Workshops, Trainings, Seminare, Tagungen oder Vorträge, die häufig in Kooperation mit anderen Bildungseinrichtungen durchgeführt werden. Das Ziel ist die Weiterbildung von Lehrkräften im Bereich der politischen Bildung.
Seit 2021 produziert Zentrum polis gemeinsam mit der Arbeiterkammer Wien und demokratie21 den Podcast Richtig & Falsch.

### Aktionstage Politische Bildung
Die Aktionstage Politische Bildung sind eine österreichweite Kampagne des Bundesministeriums für Bildung, Wissenschaft und Forschung und werden von Zentrum polis – Politik Lernen in der Schule koordiniert. Sie finden jährlich vom Welttag des Buches am 23. April bis zum Europatag am 9. Mai statt. Gegründet wurden die Aktionstage 2002, seit 2006 ist Zentrum polis für die Durchführung zuständig.